# Seznam pasáží v Brně
Toto je neúplný seznam brněnských pasáží. Zapisují se sem domovní průchody a podchody, které se nacházejí na území města Brna.
| Název                    | Obrázek                  | Část města                                                  | Spojuje ulice                                                         | Stručný popis |
| Pasáž Alfa               | Pasáž Alfa               | Historické jádro (49°11′41″ s. š., 16°36′37″ v. d.)         | - Náměstí Svobody - Jánská - Poštovská                                | Jde o funkcionalistickou pasáž s patrovým ochozem a zároveň největší brněnskou pasáž. Můžeme v ní nalézt například HaDivadlo, Metro Music Bar, kavárnu Alfa další. Pasáž je přístupná také z domů Omega a domu U čtyř mamlasů.                |
| Pasáž Beta               | Pasáž Beta               | Historické jádro                                            | - Náměstí Svobody - Veselá                                            | Strohá, ale dobře viditelná kráká široká jednopodlažní pasáž. |
| Pasáž v domě pánů z Lipé | Pasáž v domě pánů z Lipé | Historické jádro                                            | - Náměstí Svobody - Dominikánské náměstí                              | Několikapatrová členitá moderně vybavená pasáž procházející Domem pánů z Lipé z části honosně zdobena patrovou arkádou na nádvoří Domu pánů z Lipé. Pasáž je propojena s pasáží Rozkvět.                                                      |
| Pasáž Rozkvět            | Pasáž Rozkvět            | Historické jádro (49°11′40″ s. š., 16°36′30″ v. d.)         | - Náměstí Svobody - Panská                                            | Dvoupatrová moderní pasáž, s širokou nabídkou obchodů s nejrůznějším sortimentem, občerstvení, kavárny a podobně. Pasáž je propojena s pasáží Domu pánů z Lipé.                                                                               |
| Pasáž Jalta              | Pasáž Jalta              | Historické jádro                                            |                                                                       | Jedna z nejstarších pasáží v Brně, pasáž je ve špatném technickém stavu a veřejnosti je zatím nepřístupná. 1929 zahájilo v Jaltě provoz kino BIO MODERNA, za 2. sv. války jediné kino, které promítalo české filmy.                           |
| Pasáž Velkého špalíčku   | Pasáž Velkého špalíčku   | Historické jádro (49°11′36″ s. š., 16°36′25″ v. d.)         | - Šilingrovo náměstí - Dominikánská - Mečová - Panská - Starobrněnská | Jedna z nejnovějších pasáží v Brně, skrz nákupní a zábavní centrum Velký Špalíček propojuje ulici Mečovou a Panskou s nádvořím Domu pánů z Kunštátu a dalšími ulicemi. Je vybavena moderním multikinem a řadou obchodů, restaurací a podobně. |
| U Kamenné panny          |                          |                                                             | - Orlí 16 - Římské náměstí                                            | Domem v Orlí ulici, kde kdysi sídlila pošta, projdeme na dvůr s kašnou opředenou pověstmi. Kolem je několik obchodů a restaurací. Na druhé straně vyjdeme na Římské náměstí. Celek byl celkově zrekonstruován v prvním desetiletí 21. stol.   |
| Pasáž Orlí               |                          | Brno-střed                                                  | - Orlí 482/3                                                          | Pasáž s názvem Obchodní galerie Orlí v měšťanském domě |
| Pasáž Nádražní           |                          |                                                             | - Josefská - Nádražní                                                 | |
| E Pasáž                  | PopisPopisPopisPopis     | Historické jádro (49°11′33″ s. š., 16°36′45″ v. d.)         | - Josefská - Novobranská                                              | Malá pasáž v nově vystavěném domě v blízkosti hotelu Grand. |
| Pasáž Convalaria         |                          | Historické jádro                                            | - Česká - Veselá                                                      | Zanedbatelně malá pasáž uvnitř nájemního dům s kavárnou, jde o suverénně nejmenší pasáž v Brně. |
| Pasáž Vaňkovka           | Pasáž Vaňkovka           | Brno-střed                                                  | - Úzká - Plotní - Trnitá - Zvonařka                                   | Nově postavená rozsáhlá moderní a velice rušná dvoupatrová pasáž s fontánou uprostřed spojující hlavní vlakové nádraží s ústředním autobusovým nádražím.                                                                                      |
| Modrá pasáž              |                          | Brno-střed                                                  | - Lidická 38                                                          | Pasáž vzniklá zpřístupněním průjezdu a dvora |
| Městské divadlo Brno     |                          | Brno-střed                                                  | - Lidická - Třída kpt. Jaroše                                         | Součástí výstavby nové hudební scény Městského divadla Brno v r. 2004 bylo vytvoření průchodu s restauracemi a kavárnami, spojujícími ul. Lidickou s třídou kpt. Jaroše.                                                                      |
| Pasáž IBC                |                          | Brno-střed                                                  | - Koliště - Příkop                                                    | |
| Pasáž pod nadražím       | Pasáž pod nádražím       | Brno-střed                                                  | - Nádražní - Benešova - Uhelná                                        | |
| Pasáž SFINX              |                          | Brno-Královo Pole, Ponava (49°12′38″ s. š., 16°36′3″ v. d.) | - Hrnčířská - Kabátníkova                                             | Moderní pasáž procházející moderním bytovým a nákupním komplexem s kruhovým půdorysem. |
| Pasáž hotelu Slovan      |                          | Brno-střed                                                  | - Lidická - Mezírka                                                   | Malá pasáž procházející hotelem. |
| Pasáž TYPOS              | Pasáž TYPOS              | Historické jádro                                            | - Jezuitská - Běhounská                                               | |
| Pasáž Gaute Centrum      |                          | Brno-střed                                                  | - Lidická 26                                                          | Pasáž s několika obchody včetně restaurace se zdravým stravováním |
| Pasáž Údolní             |                          | Brno-střed                                                  | - Údolní                                                              | Malá útulná pasáž s restaurací a zahrádkou v zadním traktu |
| Pasáž "U Neumannů"       |                          | Brno-střed                                                  | - Křenová                                                             | Pasáž v přízemí nájemního domu z r. 1937, která ústí do velkého dvora. V současnosti téměř nepřístupná. Název podle původních majitelů domu.                                                                                                  |
| Čuprova pasáž            |                          | Brno-střed                                                  | - Křenová - Mlýnská                                                   | Pasáž nájemního domu se zrcadlově postavenými domy do Mlýnské ulice. Dnes neprůchozí. Název podle původního majitele domu. |
| Pasáž Hybešova           |                          | Staré Brno                                                  | - Hybešova - Vodní                                                    | Dvůr domu funguje jako průchozí obchodní prostory s lékárnou |
| Pasáž Hrnčířská          |                          | Brno - Ponava                                               | - Hrnčířská                                                           | Obchodní pasáž s poštou, supermarketem a několika obchody je součástí bytového komplexu |
| Pasáž Koruna             |                          | Brno, Královo Pole                                          | - Palackého třída 45                                                  | Pasáž Koruna je obchodní pasáží s podzemními garážemi. |
| Obchodní pasáž Palackého |                          | Brno, Královo Pole                                          | - Palackého třída 80                                                  | Obchodní pasáž vytváří zastřešené atrium. |
| Pasáž Cejl               |                          | Brno - Zábrdovice                                           | - Cejl 107 - Přadlácká                                                | Pasáž vzniklá propojením zrekonstruovaných nájemnách domů z ul. Cejl a Přadlácká |